# Jasep Saschytsch

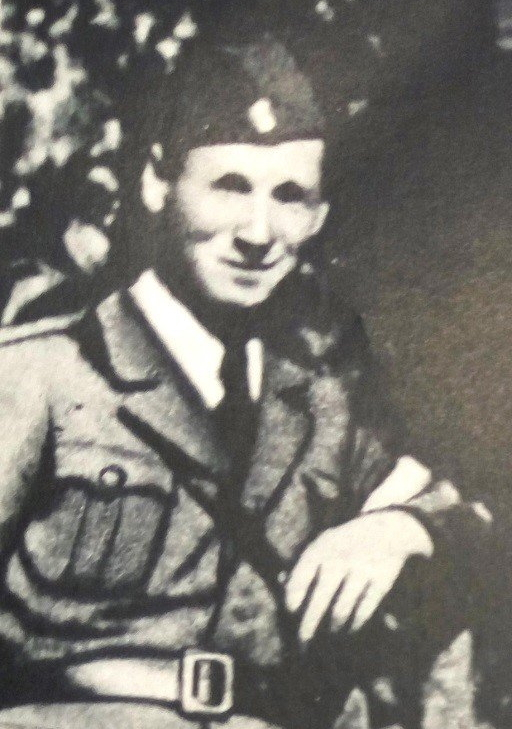
Jasep Saschytsch (zwischen 1942 und 1944)

Jasep Saschytsch (belarussisch Язэп Сажыч; * 5. September 1917 in Haradsetschna, Rajon Nawahrudak; † 19. November 2007 in Detroit, USA) war ein belarussischer Politiker und Offizier.

## Leben
Saschytsch besuchte die Schule in Nawahrudak und wurde Unteroffizier nach einem Besuch der polnischen Offiziersschule. Von 1939 bis 1941 studierte er Wirtschaft in Lwiw. 1941 half er bei der Aufstellung von belarussischen kollaborationistischen Einheiten im Westen des Landes. In den Jahren 1942 und 1943 diente Saschytsch als Leutnant in einem Regiment eines Eisenbahnschutzbataillons. Von 1943 bis 1944 diente er im selben Bataillon als Propagandaoffizier. Im März 1944 wurde Saschytsch Offizier der Weißruthenischen Heimwehr. Im Juni 1944 zog er sich nach Deutschland zurück, wo er seine belarussischen nationalistischen Aktivitäten fortsetzte. In den letzten Monaten des Krieges diente Saschytsch als Kommandant in einer Offiziersschule der 30. Waffen-Grenadier-Division der SS (weißruthenische Nr. 1) in Bayern. Von 1945 bis 1950 studierte Saschytsch in Deutschland Medizin und erhielt seinen Doktortitel an der Philipps-Universität Marburg.
Saschytsch wanderte 1950 in die Vereinigten Staaten aus, wo er 30 Jahre lang als Arzt arbeitete. 20 Jahre lang leitete er die Vereinigung Belarussischer Veteranen, einer Organisation von Nazikollaborateuren, welche im Jahr 1947 von Franzischak Kuschal gegründet worden war. Saschytsch war zudem von 1982 bis 1997 Präsident der Rada BNR, der Exilregierung der Belarussischen Volksrepublik.
Er hinterließ eine Tochter Helena Timmerman sowie einen Sohn Reverend Joseph (Jeanne).